# 米内こま
米内 こま（よない こま、1888年（明治21年）3月 - 1941年（昭和16年）1月19日）は、日本の第37代内閣総理大臣である米内光政の妻（内閣総理大臣夫人）。東京都出身。

## 経歴
1888年（明治21年）、大隈金太郞の長女として生まれる。東京の青山で生まれ育った。1906年（明治39年）に米内光政と結婚、翌年の1907年（明治40年）に入籍。
1941年（昭和16年）1月19日、東京市麹町区三年町（現・東京都千代田区）の自宅で胆石症により病臥中、胆嚢炎を併発して死去。53歳没。